# Episodi di Cheyenne (seconda stagione)
La seconda stagione della serie televisiva Cheyenne è andata in onda negli Stati Uniti dall'11 settembre 1956 al 4 giugno 1957 sulla ABC.
| nº | Titolo originale     | Prima TV USA      | Titolo italiano    | Prima TV Italia |
| -- | -------------------- | ----------------- | ------------------ | --------------- |
| 1  | The Dark Rider       | 11 settembre 1956 |                    |                 |
| 2  | The Long Winter      | 25 settembre 1956 |                    |                 |
| 3  | Death Deals the Hand | 9 ottobre 1956    |                    |                 |
| 4  | The Bounty Killers   | 23 ottobre 1956   |                    |                 |
| 5  | The Law Man          | 6 novembre 1956   |                    |                 |
| 6  | Mustang Trail        | 20 novembre 1956  |                    |                 |
| 7  | Lone Gun             | 4 dicembre 1956   |                    |                 |
| 8  | The Trap             | 18 dicembre 1956  |                    |                 |
| 9  | The Iron Trail       | 1º gennaio 1957   | La pista d'acciaio |                 |
| 10 | Land Beyond the Law  | 15 gennaio 1957   |                    |                 |
| 11 | Test of Courage      | 29 gennaio 1957   |                    |                 |
| 12 | War Party            | 12 febbraio 1957  |                    |                 |
| 13 | Deadline             | 26 febbraio 1957  |                    |                 |
| 14 | Big Ghost Basin      | 12 marzo 1957     |                    |                 |
| 15 | Born Bad             | 26 marzo 1957     |                    |                 |
| 16 | The Brand            | 9 aprile 1957     |                    |                 |
| 17 | Decision at Gunsight | 23 aprile 1957    |                    |                 |
| 18 | The Spanish Grant    | 7 maggio 1957     |                    |                 |
| 19 | Hard Bargain         | 21 maggio 1957    |                    |                 |
| 20 | The Broken Pledge    | 4 giugno 1957     |                    |                 |

## The Dark Rider
- Prima televisiva: 11 settembre 1956

### Trama
- Guest star: Stanley Adams (Joe Epic), Diane Brewster (Samantha Thorena Crawford), Michael Forest (Powell), Harry Harvey (Opie Wade), Myron Healey (Lew Lattimer), Robert Hover (Jamie Dawson), Carl Milletaire (Padre Juan de Cordio / Mike Barrado), Emory Parnell (Henry Sawyer), Frank Richards (Swazey), Gilchrist Stuart (Duke Arthur Thurston-Wells), Hank Patterson (conducente della diligenza)

## The Long Winter
- Prima televisiva: 25 settembre 1956

### Trama
- Guest star: Malcolm Atterbury (Armstrong), Stacy Keach Sr. (Dutchman), Tom Pittman (Bushrod), Hayden Rorke (maggiore George Early), Fay Spain (Susan Doonevan), Murvyn Vye (Stumpy Jack), Robert J. Wilke (Kelso Prather), Robert Williams (Tom Doonevan), Fred Carson (cowboy Walking)

## Death Deals the Hand
- Prima televisiva: 9 ottobre 1956

### Trama
- Guest star: Arthur Hunnicutt (Hoot Hollister), Patricia Tiernan (Caroline 'Kerry' Parker), Walter Reed (Price Edwards), Leo Gordon (Lou Santell / McCarthy), Fred Sherman (Graham), Harry Tyler (Harvey Reynolds), Chuck Hicks (Riverboat Passenger), Kermit Maynard (Riverboat Passenger'), William H. O'Brien (Riverboat Bartender), Terry Wilson (1st Robber)

## The Bounty Killers
- Prima televisiva: 23 ottobre 1956

### Trama
- Guest star: Don Brodie (impiegato), Walter Coy (Paul Caldwell), Andrew Duggan (Frank Moxon), James Gavin (John Sevier / Westrum), Billy Griffith (Abel Warren), John Halloran (Haney), Carol Henry (Ford), Gail Kobe (Della Sevier), Howard Petrie (sceriffo Ray Barnes), Chuck Hicks (cittadino), Jack Perrin (cittadino)

## The Law Man
- Prima televisiva: 6 novembre 1956

### Trama
- Guest star: Andrea King (Julie Montaine), Grant Withers (Matt Ellis), Paul Engle (Buddy Ellis), Stafford Repp (Cleave Hammer), Charles Horvath (Bill Henley), Pierre Watkin (Harvey Sinclair), Lane Chandler (sceriffo Stone), Richard Collier (Station Master), Harry Strang (Baggage Man), Fred Coby (Wes Stocker), Sam Flint (banchiere), Chuck Hicks (frequentatore bar)

## Mustang Trail
- Prima televisiva: 20 novembre 1956

### Trama
- Guest star: Diane Brewster (Victoria Wilson), Ross Elliott (Sam Wilson), Robert J. Wilke (Jed Begert), Lane Bradford (Caleb Brock), Nestor Paiva (Estaban Sanchez), Paul Fierro (Manuel), King Donovan (Joe Baker), Les Johnson (Deputy), Chuck Hicks (cittadino), Charles Horvath (Chato), Jack Tornek (lavoratore nel ranch)

## Lone Gun
- Prima televisiva: 4 dicembre 1956

### Trama
- Guest star: Nancy Hale (Susan Ames), Hal Baylor (Rowdy Shane), Trevor Bardette (Amarillo Ames), Paul Brinegar (Slim Mantell), Harry Tyler (Squint), Bob Steele (Dugan), Gil Perkins (Ruck Grover), Rayford Barnes (Ray Harris), Henry Rowland (Pete Webb), Joseph Breen (Mike Laverson), Holly Bane (Dode Laverson), Chet Brandenburg (Dodge cittadino), Robert Carson (Mr. Harrison), Harry Harvey (sindaco Robert Ellison), Chuck Hicks (Bar Patron), Buddy Roosevelt (Wrangler), Mickey Simpson (Cliff Laverson), Guy Wilkerson (barista)

## The Trap
- Prima televisiva: 18 dicembre 1956

### Trama
- Guest star: Margaret Hayes (Iris Danner), Rhodes Reason (Les Shore), Sally Fraser (Virginia Stagge), Louis Jean Heydt (Lee Mitchell), Walter Reed (Ray Landers), Robert Hover (Whitey), Walter Barnes (Willie), Kenneth MacDonald (sceriffo Gaffey), Carlyle Mitchell (giudice Odlum), George Barrows (Buck), Ray Flynn (Brian Stagge), Larry Johns (vecchio)

## The Iron Trail
- Prima televisiva: 1º gennaio 1957

### Trama
- Guest star: Jered Barclay (Les), Lowell Brown (Jake), Sam Buffington (Allen Chester), Carol Coombs (Martha), Dani Crayne (Mary Ellen McSwayne), Ed Dickey (Red), Dennis Hopper (Abe Larson), Eddie Little Sky (Indian), Montgomery Pittman (Monte), Almira Sessions (Mrs. Thatcher), Sydney Smith (maggiore Earl Jonathan), Charles Tannen (Lonnie), Sheb Wooley (Chev Jones), Robert Carson (Will Cochran), Chuck Hicks (membro della banda)

## Land Beyond the Law
- Prima televisiva: 15 gennaio 1957

### Trama
- Guest star: Dan Blocker (Pete), Francis De Sales (tenente Quentin), Andrew Duggan (maggiore Ellwood), Michael Garrett (Jennings), James Griffith (Joe Epic), Jennifer Howard (Ellen Ellwood), Forrest Lewis (Charlie Miller), Rory Mallinson (Tom Andrews), Bill McLean (fotografo), William Meigs (Arnie Munroe), Phil Tead (Young), Kenneth MacDonald (sceriffo), Kermit Maynard (cittadino), John Truax (Jake Abbott)

## Test of Courage
- Prima televisiva: 29 gennaio 1957

### Trama
- Guest star: Robert Anderson (capitano Bill Tenson), John Archer (colonnello Ted Wilson), Mary Castle (Alice Wilson), Terry Frost (capitano Hudson), I. Stanford Jolley (Elm), Britt Lomond (tenente Phil Poole), George N. Neise (McCool), Mickey Simpson (Grannick), Mack Williams (maggioreJohn Sharpe), Kermit Maynard (Cavalryman)

## War Party
- Prima televisiva: 12 febbraio 1957

### Trama
- Guest star: Walter Barnes (Ed Grimes), Angie Dickinson (Jeannie), Michael Forest (Leader), James Garner (Willis Peake), Clark Howat (Morgan), Michael Pate (Strongbow), Kelly Thordsen (Joe Burley)

## Deadline
- Prima televisiva: 26 febbraio 1957

### Trama
- Guest star: John Qualen (Charley Dolan), Ann Robinson (Paula Copeland), Mark Roberts (Boyd Copeland), Bruce Cowling (Len Garth), Charlita (Maria), Stephen Coit (Tom Fuller), Nolan Leary (Mathews), Fred Coby (Jess Stacey), Tom Monroe (Reb Warwick), Lane Chandler (sceriffo Morley), John Truax (Fred Murkle), Chuck Hicks (frequentatore bar), Sailor Vincent (Man in Wagon)

## Big Ghost Basin
- Prima televisiva: 12 marzo 1957

### Trama
- Guest star: Merry Anders (Sherry Raven), Buddy Baer (Moccasin Joe Horrigan), Phil Chambers (Hap Crosby), Lane Chandler (Paul Floyd), Robert Hover (Bill / Pierce Paxton), Slim Pickens (Gary Owen), Gene Roth (Arn Kullhem), Geoffrey Toone (Jim Harwick), Harry Tyler (Doc Raven)

## Born Bad
- Prima televisiva: 26 marzo 1957

### Trama
- Guest star: Lane Bradford (Denver), William Fawcett (Gus Lundy), Jil Jarmyn (Francy Wilcox), Wright King (Blaney Wilcox / Pocatello Kid), Robert Lynn (George Travers), Tom Monroe (Elko), Jack Mower (sceriffo of Winnem, scene cancellate), Nestor Paiva (Black Frank), John Roy (Deputy of Winnem, scene cancellate), Robert F. Simon (Chad Wilcox), Chuck Hicks (Jenkins)

## The Brand
- Prima televisiva: 9 aprile 1957

### Trama
- Guest star: Sue George (Kat Rafferty), Edd Byrnes (Clay Rafferty), Benny Baker (Tulliver), Darryl Duran (Tad Rafferty), Douglas Rodgers (Morgan), Kelo Henderson (Doc Pardee), Nelson Leigh (Rev. Thackery), Francis De Sales (sceriffo), Stanley Farrar (giudice), Connie Van (Agatha Smallwood), Harry Hines (Turnkey), Whitey Hughes (cittadino), Jack Montgomery (cittadino), Frank Sully (barista), Sailor Vincent (Pa - Man Sleeping at Hanging)

## Decision at Gunsight
- Prima televisiva: 23 aprile 1957

### Trama
- Guest star: John Carradine (Delos Gerrard), Marie Windsor (Leda Brandt), Patrick McVey (sceriffo Dave Beaton), Mickey Simpson (Johnny Hines), Mike Lane (Chuck Welch), William Meigs (Woodsy), Howard Wright (John Waldron), William Lally (Jess Hummert), Chuck Hicks (cittadino), Cactus Mack (scagnozzo), Harry Strang (inserviente al bancone), Dub Taylor (Ray Wilson)

## The Spanish Grant
- Prima televisiva: 7 maggio 1957

### Trama
- Guest star: Hal Baylor (Jed Rayner), Sam Buffington (Sam Tyson), Peggie Castle (Amy Gordon), Frank Ferguson (sceriffo Allen), Anthony George (Sancho Mendariz), Douglas Kennedy (Blake Holloway), George J. Lewis (Carlos), Fred Carson (Deputy), Al Haskell (cittadino / Bandito), Chuck Hicks (Blacksmith)

## Hard Bargain
- Prima televisiva: 21 maggio 1957

### Trama
- Guest star: Holly Bane (Shorty McKell), Richard Crenna (Curley Galway), Stanley Farrar (Mark Fallon), Robert Keys (Red Crowell), Carlyle Mitchell (John Beamer), Tom Monroe (Scat Canfield), Stuart Randall (sceriffo Benton), Dawn Richard (Nora Galway), Ken Terrell (Long Bow), Regis Toomey (Pat Galway), Will J. White (Colter), Will Wright (Doc McAllep), Fred Carson (Indian #4), Iron Eyes Cody (Grey Wolf), Charles Horvath (Indian #2)

## The Broken Pledge
- Prima televisiva: 4 giugno 1957

### Trama
- Guest star: Jean Byron (Fay Kirby), John Dehner (Nagel), Dean Fredericks (Little Chief), Whit Bissell (generale George Custer), Paul Birch (colonnello Preston), Frank DeKova (Sitting Bull), William Fawcett (Gib Anders), Richard Reeves (Cooper), Gary Vinson (Sandy), Paul Newlan (Joe Nash), Fred Carson (cittadino), Chuck Hicks (cittadino), Clyde Howdy (cittadino), Jack Lilley (Indian), Eddie Little Sky (Yellow Cloud), John Truax (soldato Leading Patrol